# فيرينك راكوسي
فيرينك راكوسي ( (بالألمانية: Ferenc Rikker)‏ ، 25 نوفمبر 1910 - 10 يوليو 1987 في بودابست ) هو لاعب كرة يد مجري شارك في دورة الألعاب الاولمبية الصيفية 1936 .
كان جزءًا من فريق كرة اليد المجري، الذي احتل المركز الرابع في البطولة الأولمبية. لعب أربع مباريات.

## روابط خارجية
- فيرينك راكوسي على موقع أوليمبيديا (الإنجليزية)